# (1759) Kienle
(1759) Kienle es un asteroide que forma parte del cinturón de asteroides y fue descubierto por Karl Wilhelm Reinmuth el 11 de septiembre de 1942 desde el observatorio de Heidelberg-Königstuhl, Alemania.

## Designación y nombre
Kienle fue designado al principio como 1942 RF.
Posteriormente se nombró en honor del astrofísico alemán Hans Kienle (1895-1975).

## Características orbitales
Kienle orbita a una distancia media de 2,648 ua del Sol, pudiendo acercarse hasta 1,812 ua y alejarse hasta 3,483 ua. Su excentricidad es 0,3157 y la inclinación orbital 4,564°. Emplea en completar una órbita alrededor del Sol 1573 días.